# Coupe du monde de cyclisme sur route 1995
Navigation
Édition précédente Édition suivante
La Coupe du monde de cyclisme 1995 fut la 7e édition de la Coupe du monde de cyclisme sur route.

## Épreuves
| Date       | Course                       | Pays        | Vainqueur           | Équipe                    |
| ---------- | ---------------------------- | ----------- | ------------------- | ------------------------- |
| 18 mars    | Milan-San Remo               | Italie      | Laurent Jalabert    | Once                      |
| 2 avril    | Tour des Flandres            | Belgique    | Johan Museeuw       | Mapei - GB                |
| 9 avril    | Paris-Roubaix                | France      | Franco Ballerini    | Mapei - GB                |
| 16 avril   | Liège-Bastogne-Liège         | Belgique    | Mauro Gianetti      | Polti                     |
| 22 avril   | Amstel Gold Race             | Pays-Bas    | Mauro Gianetti      | Polti                     |
| 1er mai    | GP de Francfort              | Allemagne   | Francesco Frattini  | Gewiss - Ballan           |
| 6 août     | Leeds International Classic  | Royaume-Uni | Maximilian Sciandri | MG Maglificio - Technogym |
| 12 août    | Classique de Saint-Sébastien | Espagne     | Lance Armstrong     | Motorola                  |
| 20 août    | GP de Zürich                 | Suisse      | Johan Museeuw       | Mapei - GB                |
| 15 octobre | Paris-Tours                  | France      | Nicola Minali       | Gewiss - Ballan           |
| 21 octobre | Tour de Lombardie            | Italie      | Gianni Faresin      | Lampre - Ceramica Panaria |

## Classements finals

### Individuel
| Position | Coureur             | Équipe                    | Points |
| -------- | ------------------- | ------------------------- | ------ |
| 1        | Johan Museeuw       | Mapei - GB                | 199    |
| 2        | Andreï Tchmil       | Lotto                     | 114    |
| 3        | Mauro Gianetti      | Polti                     | 106    |
| 4        | Michele Bartoli     | Mercatone Uno-Juvenes     | 100    |
| 5        | Fabio Baldato       | MG Maglificio - Technogym | 91     |
| 6        | Gianni Bugno        | MG Maglificio - Technogym | 88     |
| 7        | Maurizio Fondriest  | Lampre - Ceramica Panaria | 87     |
| 8        | Maximilian Sciandri | MG Maglificio - Technogym | 79     |
| 9        | Lance Armstrong     | Motorola                  | 74     |
| 10       | Stefano Zanini      | Gewiss - Ballan           | 65     |

### Par équipes
| Position | Équipe                  | Points |
| -------- | ----------------------- | ------ |
| 1        | Mapei-GB                | 98     |
| 2        | MG Maglificio-Technogym | 97     |
| 3        | Gewiss-Ballan           | 50     |
| 4        | TVM                     | 46     |
| 5        | Carrera                 | 41     |